# Lilo Kobi
Liselotte 'Lilo' Kobi-Kennel (Schaffhausen, 15 februari 1930 – Balsthal, 25 juni 2022) was een Zwitserse zwemster. Zij nam deel aan de Olympische Zomerspelen van 1948 en de Olympische Zomerspelen van 1952.
Kobi overleed op 92-jarige leeftijd.

## Belangrijkste resultaten

### Olympische Zomerspelen
| Jaar | Plaats   | Discipline | Onderdeel            | Resultaat                                 |
| ---- | -------- | ---------- | -------------------- | ----------------------------------------- |
| 1948 | Londen   | zwemmen    | 200 m schoolslag (v) | halve finale (zevende in de tweede reeks) |
| 1952 | Helsinki | zwemmen    | 200 m schoolslag (v) | 31e                                       |